# Podargidae
Podargidae Bonaparte, 1838 è una famiglia di uccelli dell'ordine Caprimulgiformes.

## Tassonomia
Comprende 3 generi e 16 specie
- Genere Podargus
  - Podargus ocellatus Quoy & Gaimard, 1832
  - Podargus papuensis Quoy & Gaimard, 1832
  - Podargus strigoides (Latham, 1802)

- Genere Rigidipenna
  - Rigidipenna inexpectata (Hartert, 1901)

- Genere Batrachostomus
  - Batrachostomus auritus (Gray, JE, 1829)
  - Batrachostomus harterti Sharpe, 1892
  - Batrachostomus septimus Tweeddale, 1877
  - Batrachostomus stellatus (Gould, 1837)
  - Batrachostomus moniliger Blyth, 1849
  - Batrachostomus hodgsoni (Gray, GR, 1859)
  - Batrachostomus poliolophus Hartert, 1892
  - Batrachostomus mixtus Sharpe, 1892
  - Batrachostomus javensis (Horsfield, 1821)
  - Batrachostomus affinis Blyth, 1847
  - Batrachostomus chaseni Stresemann, 1937
  - Batrachostomus cornutus (Temminck, 1822)